# Parc national d'El Feija
Le parc national d'El Feija (arabe : المحمية الوطنية بالفايجة) est un parc national tunisien situé dans la délégation de Ghardimaou, à environ 200 kilomètres à l'ouest de Tunis et à une cinquantaine de kilomètres à l'ouest de Jendouba.
Le parc représente l'environnement naturel de la Kroumirie qui est la région la plus humide de Tunisie.
Il s'étend sur une superficie totale de 2 632 hectares dont 417 hectares constituant une zone de protection intégrale clôturée et destinée à la préservation du cerf de Barbarie, que l'on peut observer dans les clairières tôt le matin ou au coucher du soleil ; son poids peut atteindre 180 kilos et sa hauteur au garrot 1,4 m. C'est aux mois d'août et de septembre qu'a lieu le brame : les mâles se battent alors pour la possession des biches.
Le 28 mai 2008, le gouvernement tunisien propose le site pour un futur classement sur la liste du patrimoine mondial de l'Unesco.

## Faune

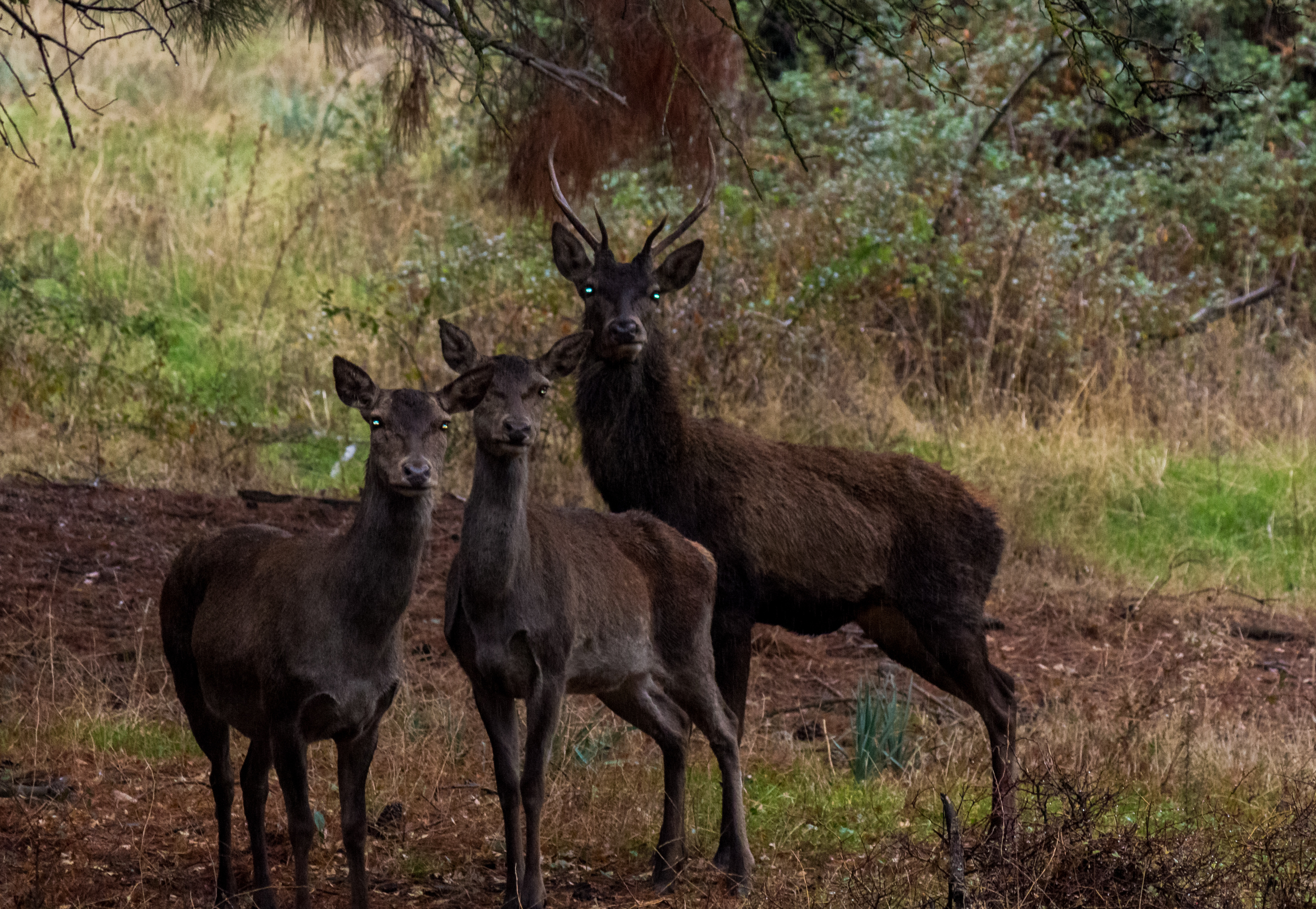
Cerf de barbarie dans le parc.

La faune du parc est très variée : on dénombre plus de vingt espèces de mammifères, 70 d'oiseaux et une vingtaine d'espèces de reptiles. Parmi les mammifères caractéristiques de la faune du parc, on trouve le cerf de Barbarie, le sanglier, le loup doré, le renard, la genette, la belette d'Europe, le hérisson, le chat ganté, la mangouste, le lièvre, le porc-épic, la chauve-souris, la musaraigne, le lérot ou le mulot sylvestre. Un projet de réintroduction du serval a été initié au début des années 1990.
Parmi la grande faune qui a disparu d'El Feija et de toute la Tunisie, on peut citer le lion de l'Atlas et la panthère de Barbarie. Certaines références bibliographiques y signalaient la présence du daim, leur disparition est imputée à la chasse excessive pratiquée entre autres par les colons français.
Les oiseaux typiques de la forêt du parc sont le Pic de Levaillant, le pinson des arbres, le geai des chênes, le coucou gris, la huppe fasciée, le pigeon ramier, le faucon hobereau, le hibou, la chouette, le Grand Corbeau, l'aigle botté, l'épervier, la fauvette, le merle, le bruant ou encore le serin.